# مارانا سیماسانام
مارانا سیماسانام (به هندی: മരണസിംഹാസനം) (اریکه مرگ) فیلمی در ژانر درام به کارگردانی مورالی نایر است که در سال ۱۹۹۹ منتشر شد. از بازیگران آن می‌توان به ندومودی ونو اشاره کرد. این فیلم برنده دوربین طلایی از جشنواره فیلم کن شده است.